# Marchosias
Marchosias, u demonologiji, trideset i peti duh Goecije koji vlada nad trideset legija. U paklu ima titulu markiza. Pojavljuje se u obliku vučice ili, prema drugim izvorima, magarca sa zmijskim repom i grifonovim krilima. Bljuje vatru. Može uzeti ljudski lik, ako mu to zapovjedi močni prizivač, pri čemu uzima lik vojnika.
Pokorava se prizivačima koji ga uspiju ukrotiti i višem rangu anđela. Na pitanja odgovara istinito i ne pokušava zavarati prizivača. Prema legendi, rekao je kralju Salomonu da će se vratiti na sedmi tron, među anđele, nakon 1.200 godina, ali ta nada mu se nije ostvarila.